# Simon-Pierre Boka
Pour les articles homonymes, voir Boka.
Simon-Pierre Boka di Mpasi Londi, né le 20 septembre 1929 à Inkisi, Bas-Congo (Congo) et mort le  7 septembre 2006 à Abidjan (Côte d’Ivoire) est un prêtre jésuite de la République démocratique du Congo (RDC). Il est le coauteur des hymnes nationaux congolais, Debout Congolais en mars 1960, La Zaïroise en 1971.
Le Père Boka était expert au Synode africain, chercheur en théologie pastorale, chansonnier. Il eut le temps d’apprendre neuf langues: le kikongo sa langue maternelle, le lingala, le swahili, le français, l’italien, l’espagnol, le néerlandais, l’allemand et l’anglais.
Il était chercheur en théologie pastorale et quêteur d’expérience de terrain dans deux pays d’Amérique latine, dix de l’Europe et quinze autres d’Afrique. À cela s’ajoute son expérience pastorale comme prédicateur de retraites et accompagnateur spirituel.

## Biographie
Simon-Pierre Boka di Mpasi Londi est né le 20 septembre 1929 à Inkisi, dans le district de la Lukaya, dans la Province du Bas-Congo (République démocratique du Congo).
Il entre au Petit Séminaire Saint-Jean Berchmans de Lemfu en 1940. À la fin de ses études secondaires, le jeune Simon-Pierre Boka di Mpasi Londi est admis au noviciat des Jésuites à Djuma (14 septembre 1951), dans son pays natal. En 1953, il prononce ses premiers vœux dans la Compagnie de Jésus.
Le 10 août 1962, le père jésuite Boka di Mpasi est ordonné prêtre à Heverlee-Louvain, en Belgique. Le 25 mars 1968, il prononce ses derniers vœux et est définitivement incorporé dans la Compagnie de Jésus. La même année, il défend une thèse doctorale qui a pour titre: Rôle médiateur du Saint-Esprit dans la révélation Christ chez Saint Augustin: essai d'exégèse théologique dans une perspective pastorale. Il obtint ainsi le titre de Docteur en Théologie de l’Université grégorienne de Rome (1968).
Le père Boka a été professeur à Lumen Vitae à Bruxelles (1974 à 1991), à l'université pontificale grégorienne de Rome (1983 à 1999), à Hekima College à Nairobi (1984 à 1993), à Regina Mundi à Rome (1991 à 1999) et dans plusieurs institutions congolaises (Mayidi (1971-1974) et Kimwenza (1974)).
Le Père Boka a passé les six dernières années à Abidjan, en Côte d'Ivoire, soumis par les médecins à une cure « d’air marin, de sommeil et de repos ». Le jeudi 7 septembre 2006 à 6 h 45, le Père Boka décédait après une hospitalisation dans la Polyclinique internationale PISAM à Abidjan.

## Fondateur
Boka di Mpasi est fondateur de la revue trimestrielle  Telema (Lève-toi), revue de réflexion et de créativité chrétienne en Afrique et qu’il a dirigé comme Directeur administratif de 1975 à 1998. En République démocratique du Congo, il est surtout connu comme le coauteur avec Joseph Lutumba de deux hymnes nationaux du Congo indépendant: Debout Congolais en 1960 et La Zaïroise en 1971. C’est sans doute par reconnaissance pour ces deux œuvres qu’une avenue de la prestigieuse commune de la Gombé à Kinshasa porte son nom: avenue Père Boka, séparant l’ISP-Gombé et le collège Boboto jusqu’au Palais de Justice.

## Publications
Le Père Boka a publié une centaine d’articles dans quinze revues internationales, et plusieurs ouvrages dont les plus connus sont :
- Rôle médiateur du Saint-Esprit dans la révélation du Christ chez saint Augustin, Rome, EPUG, 1986.
- Verso una cattolicità arcobaleno : avanti, Chiese della 11a. ora (Mt 20, 1-16), Rome, EPUG, 1998-1999.
- Théologie africaine : Inculturation de la Théologie : bien-fondé, enjeux, évolution et réalisation, Inades, Abidjan, 2000.
- Théologie africaine II : Jésus-Christ Sauveur, pourquoi faire en Afrique ?, Inades, Abidjan, 2003.